# Wybory parlamentarne w Danii w 1964 roku
Wybory parlamentarne w Danii w 1964 roku zostały przeprowadzone 22 września 1964u. Wybory wygrała lewicowa partia Socialdemokraterne, zdobywając 41,9% głosów, co dało partii 76 mandatów w 179-osobowym Folketingu. Frekwencja wynosiła 85,5%.
| Partia                       | % głosów | Liczba mandatów |
| ---------------------------- | -------- | --------------- |
| Socialdemokraterne           | 41,9%    | 76              |
| Venstre                      | 20,8%    | 38              |
| Konserwatywna Partia Ludowa  | 20,1%    | 36              |
| Socjalistyczna Partia Ludowa | 5,8%     | 10              |
| Det Radikale Venstre         | 5,3%     | 10              |
| Partia Niepodległości        | 2,5%     | 5               |
| Partia Sprawiedliwości       | 1,3%     | –               |
| Partia Komunistyczna         | 1,2%     | –               |
| Unia Duńska                  | 0,4%     | –               |
| Partia Pokoju                | 0,4%     | –               |
| Partia Schelswigu            | 0,4%     | –               |
| Suma                         | 100%     | 179             |